# Kiyoshi Itō
Kiyoshi Itō (伊藤清 Itō Kiyoshi?) (*7 de septiembre de 1915 - 10 de noviembre de 2008) fue un matemático japonés cuyo trabajo se llama ahora cálculo de Itô. El concepto básico de este cálculo es la integral de Itō, y el más importante de los resultados es el lema de Itō. Facilita la comprensión matemática de sucesos aleatorios. Su teoría tiene muchas aplicaciones, por ejemplo en matemáticas financieras.
Aunque el nivel de romanización Hepburn su nombre es Itō, en Occidente también se utilizan con gran frecuencia la ortografía Itô (como en la romanización Kunrei-shiki) o incluso Ito.

## Biografía
Kiyoshi Itō nació en Hokusei (Inabe) en la prefectura de Mie en la isla principal de Honshū. Al terminar la escuela secundaria, estudió matemáticas en la Universidad de Tokio, donde se graduó a los 23 años. Después de que comenzó a trabajar para la oficina nacional de estadística, donde publicó dos de sus obras seminales en probabilidad y procesos estocásticos.
En 1945 se le concedió un doctorado por su trabajo. Siete años más tarde comenzó a dar clases en la Universidad de Kioto, donde permaneció hasta su jubilación en 1979. Además, ocupó cátedras en la Universidad de Aarhus de 1966 a 1969 y en la Universidad de Cornell desde 1969 hasta 1975. Itō fue galardonado con el Premio Carl Friedrich Gauss inaugural en 2006, por sus logros.
Su hija menor Junko Itō es profesora de fonología en la Universidad de California, Santa Cruz. Recogió, a nombre de su padre, el Premio Gauss en Madrid, de manos del Rey de España.
El profesor Itō murió el 10 de noviembre de 2008 en Kioto, Japón, a los 93 años.